# Christian Pløyen

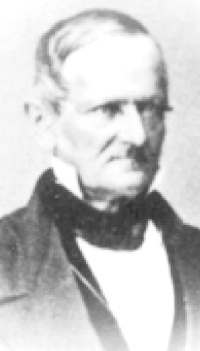
Christian Pløyen: Auf den Färöern bezeichnet als helst fólkakærasti amtmaður Føroya – beim Volk beliebtester Amtmann der Färöer

Christian Pløyen (* 12. Januar 1803 in Kopenhagen; † 9. Juni 1867 in Holbæk, Dänemark) war ein dänischer Jurist und hoher Regierungsbeamter.
Er war ab 1830 Landvoigt und von 1837 bis 1847 Amtmann der Färöer und gilt als der bedeutendste und beliebteste amtmaður in der Geschichte des Landes überhaupt. Er schrieb mit der Grindevisen (färöisch Grindavísan – „Grindwalweise“) zudem ein Lied nach dem Muster der färöischen Balladen. Es ist eine der bekanntesten färöischen Balladen – allerdings mit dänischem Text.

## Leben
Christian Pløyen war der Sohn von Frederik Adeler Pløyen. Nach seinem Abitur 1821 studierte er Jura und schloss das 1826 als cand. jur. ab. Es folgte eine juristische Laufbahn in der Dänischen Rentenkammer, bis er 1830 als fúti (Landvoigt) auf die Färöer berufen wurde.
1837 löste er Fritz Tillisch im Amt des Gouverneurs der nordatlantischen Inselgruppe ab. Seine Reise 1839 zu den Shetlandinseln zusammen mit drei Färingern war bewusst als Initiative zur Vertiefung der nachbarschaftlichen Beziehungen der beiden Inselgruppen ausgelegt. Gegenseitige Innovationen in der Landwirtschaft und der Fischerei waren die Folge. Sein Reisebericht sollte zudem maßgeblich in der färöischen Debatte zur Aufhebung des Monopolhandels (1856) beitragen. 1840 war Pløyen Mitglied der dänischen Regierungskommission, die sich mit der Aufhebung des dänischen Handelsmonopols über die Färöer beschäftigte. Noch heute wird er auf den Färöern als Demokrat verehrt, dem eine Legitimation vor Ort wichtig gewesen sein soll – all das weit über seine Amtspflichten zu jener Zeit hinaus.
1848 wurde er von Frederik VII. zum Deputierten der Färöer für die verfassunggebende Reichsversammlung ernannt, die das dänische Grundgesetz formulieren sollte. Allerdings scheiterte er beim Versuch, dort die färöischen Standpunkte zu vertreten. Am 1. Januar 1849 war sein Antritt als Amtmann von Vejle vorgesehen, was er aber zugunsten eines anderen Interessenten tauschte, und somit Amtmann von Holbæk wurde – bis zu seinem Tode. 1850 erhielt er den Titel Kammerherr und 1867 die Auszeichnung Kommandeur des Dannebrogordens.
Ein zeitgenössischer Biograf in Dänemark beschrieb ihn als außerordentlich tüchtigen, emsigen und rechtschaffenen Mann, der sowohl beim Volk der Färinger als auch den Einwohnern von Amt Holbæk für sein Interesse an ihren Belangen größte Achtung genoss. Beim Vergleich der färöischen, dänischen und auch internationalen Quellen zu seiner Person ergeben sich übereinstimmende Meinungen.

## Werke
- Erindringer fra en Rejse til Shetlandsøerne, Orkneyøerne og Skotland i Sommeren 1839, Kopenhagen 1840 (Auf Dänisch. „Erinnerungen an die Reise zu den Shetlandinseln, Orkneys und nach Schottland im Sommer 1839“). Tórshavn 1966, Vedbæk 1999
  - Reminiscences of a voyage to Shetland, Orkney & Scotland in the summer of 1839; translated from Danish by Catherine Spence. T. & J. Manson, Lerwick 1896.
- Grindavísan; Cartoons von Óli Petersen; Hrsg. Jústines Olsen et al. – 2. veränderte Ausgabe – Tórshavn: Føroya skúlabókagrunnur, 2004. (48 S., auf Dänisch und Färöisch. Schulbuch mit weiteren Informationen über das Grindadráp, färöischer Kinderbuchpreis 1989 Info)